# Chaetophiloscia pseudocellaria
Chaetophiloscia pseudocellaria är en kräftdjursart som beskrevs av Albert Vandel 1955. Chaetophiloscia pseudocellaria ingår i släktet Chaetophiloscia och familjen Philosciidae. Utöver nominatformen finns också underarten C. p. coiffaiti.